# Tatsak

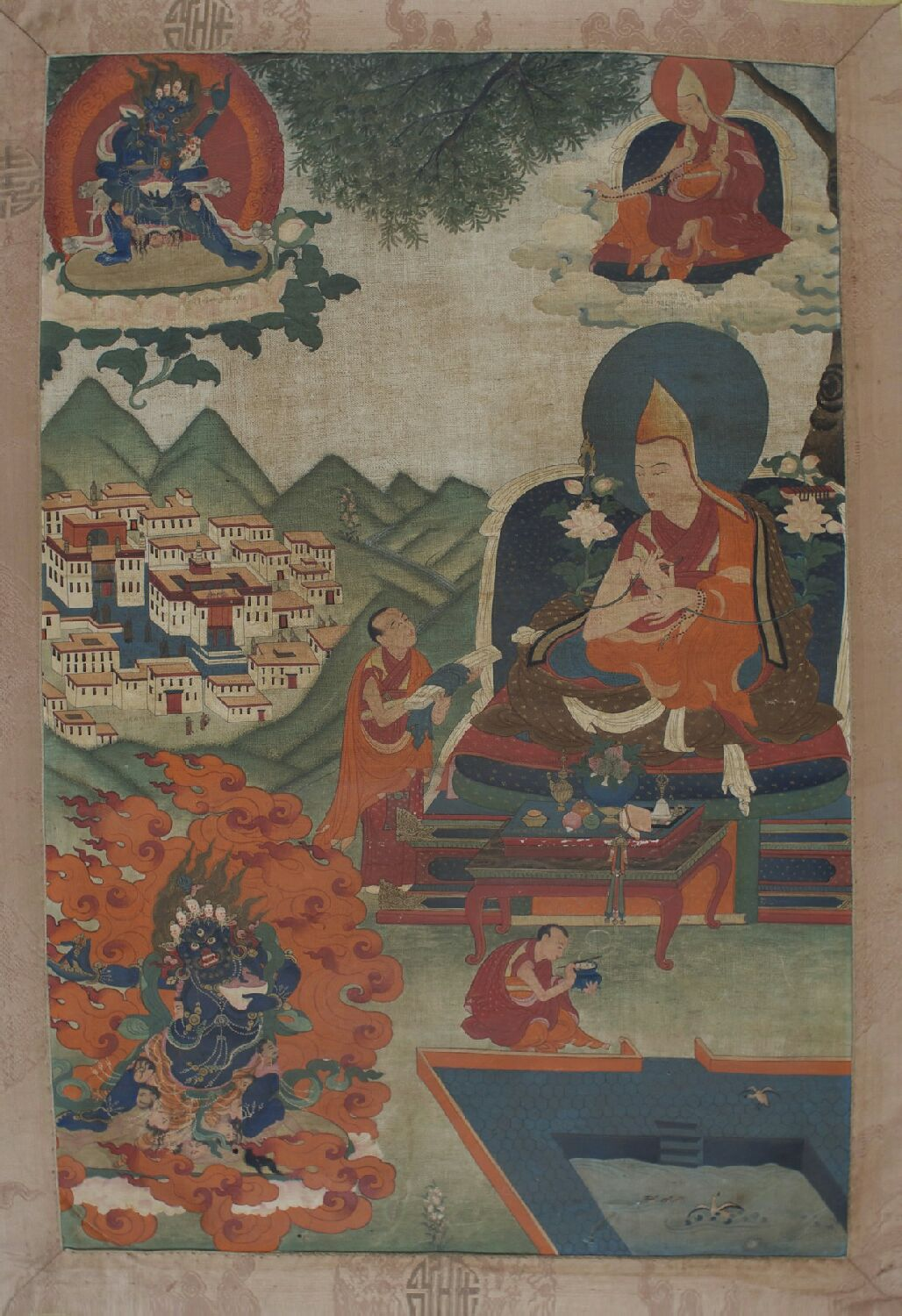
Baso Chokyi Gyaltsen, première incarnation du Tatsag à titre posthume

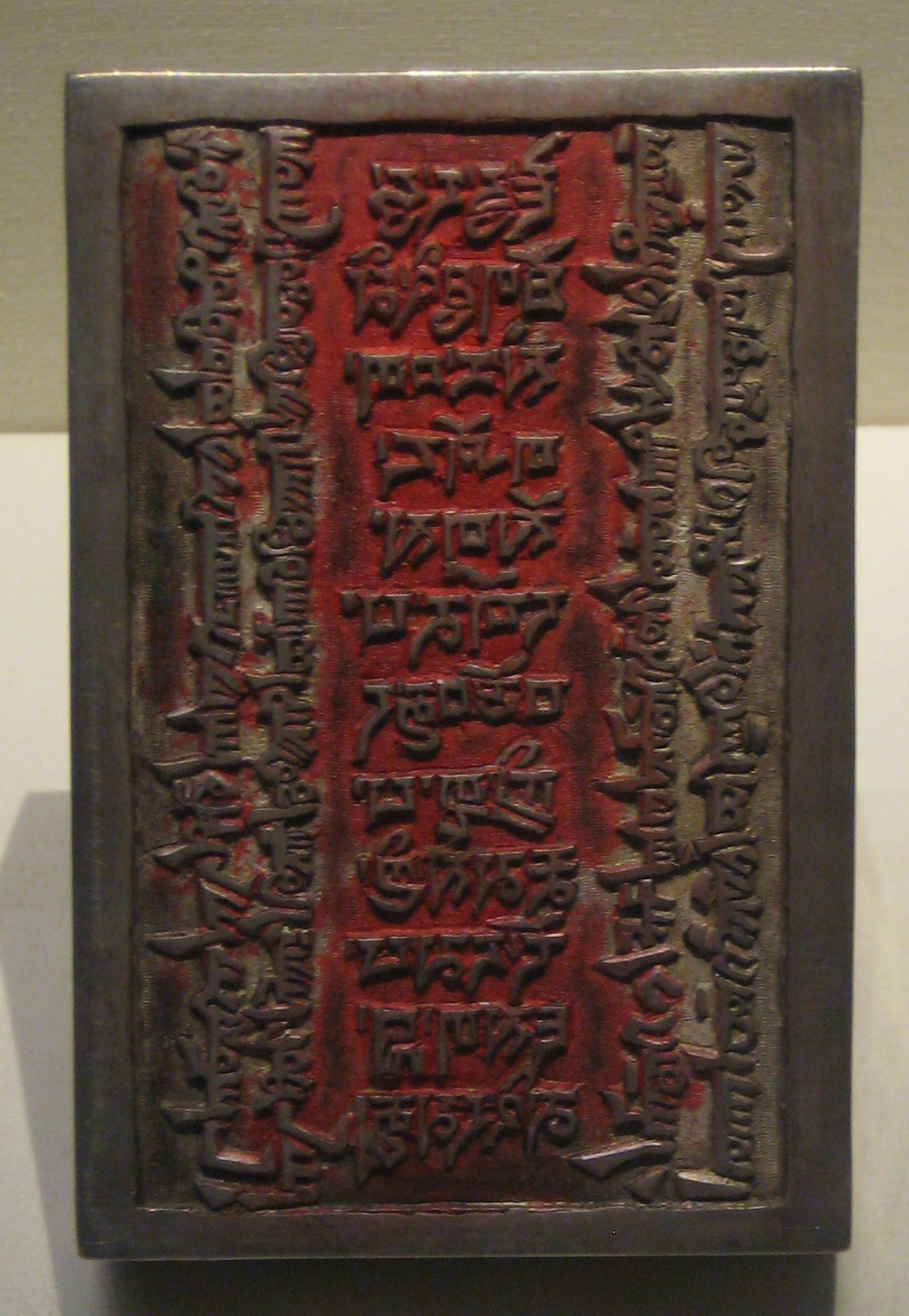
Sceau du tatsak jedrung, en mandchou, tibétain

Le Tatsag, Tatsak (tibétain : རྟ་ཚག, Wylie : rta-tshag, THL : tatsak) ou Tatsak Jedrung (རྟ་ཚག་རྗེ་དྲུང།, rta-tshag rje-drung, Tatsak Jedrung, également appelé Olga Jedrung est une lignée de réincarnation du bouddhisme tibétain, dont le premier membre est Baso Chokyi Gyaltsen (1402–1473). Le premier à porter ce titre, est Ngawang Chokyi Wangchuk (zh), 5e tatsak jedrung, les précédents l'ont obtenu rétroactivement. À partir du 9e tatsak (Ngawang Lobzang Tenpai Gyeltsen), cette lignée est également connue comme Kundeling Hutuktu, lorsque l'empereur de la dynastie Qing (alors Qianlong, règne 1735 – 1796), leur offre le contrôle du Monastère de Kundeling, à Lhasa. Le 8e tatsak, Yeshe Lobzang Tenpai Gonpo et le 10e, Ngawang Pelden Chokyi Gyeltsen (zh) (ངག་དབང་དཔལ་ལྡན་ཆོས་ཀྱི་རྒྱལ་མཚན་) ont tous deux été régents du Tibet.
L'empereur Kangxi, de la dynastie Qing, se sert des trulkus (mongol : qutuqtu) ou rinpoché, en raison de l'énorme influence qu'ils ont sur les sociétés mongoles et tibétaines, pour asseoir son pouvoir. Il critique cependant fortement le 6e tatsak, Jedrung rinpoché le traitant comme un criminel, Nyitang zhapdrung et alla jusqu'à condamner à mort Ilagugsan qutuqtu (officiant dans la bannière (khoshuu) Ilagugsan de la ligue (aimag) de Zasagtu Khan, en Mongolie-Extérieure), pour le rôle qu'ils ont joué dans les conflits en Asie centrale. Cela n’empêcha pas Kangxi d’honorer Jedrung Rinpoché d'importants privilèges, en échange de ses futurs services. L'historiographie tibétaine simplifie la situation en le présentant comme un éminent trulku, honoré par Kangxi, pour ses bons services de médiateur entre les Mongols khalkhas et Oïrats.
Tenzin Chokyi Gyaltsen (tibétain : བསྟན་འཛིན་ཆོས་ཀྱི་རྒྱལ་མཚན་, Wylie : bstan 'dzin chos kyi rgyal mtshan) né à Lhassa le 10 janvier 1983 est le 13e dans la lignée des kundeling tatsak est l'actuel Kundeling Rimpoché.